# Jean-Claude Cameroun
Jean-Claude Cameroun (7 de junio de 1973) es un deportista camerunés que compitió en judo. Ganó tres medallas en el Campeonato Africano de Judo entre los años 2000 y 2004.

## Palmarés internacional
| Campeonato Africano | Campeonato Africano | Campeonato Africano | Campeonato Africano |
| Año                 | Lugar               | Medalla             | Categoría           |
| ------------------- | ------------------- | ------------------- | ------------------- |
| 2000                | Argel (Argelia)     | Medalla de plata    | –66 kg              |
| 2002                | El Cairo (Egipto)   | Medalla de bronce   | –60 kg              |
| 2004                | Túnez (Túnez)       | Medalla de bronce   | –60 kg              |